# Communauté de communes Les Bertranges
Die Communauté de communes Les Bertranges ist ein französischer Gemeindeverband mit der Rechtsform einer Communauté de communes in den Départements Nièvre und Cher der Regionen Bourgogne-Franche-Comté und Centre-Val de Loire. Sie wurde am 18. November 2016 gegründet und umfasst 32 Gemeinden. Der Verwaltungssitz befindet sich im Ort La Charité-sur-Loire. Eine Besonderheit ist die Département- und Regions-übergreifende Struktur der Mitgliedsgemeinden.

## Historische Entwicklung
Der Gemeindeverband entstand mit Wirkung vom 1. Januar 2017 durch die Fusion der Vorgängerorganisationen
- Communauté de communes des Bertranges à la Nièvre

(mit Ausnahme der Gemeinde Parigny-les-Vaux, die sich der Communauté d’agglomération de Nevers anschloss),
- Communauté de communes du Pays Charitois und
- Communauté de communes entre Nièvres et Forêts

unter Zugang der Gemeinde Poiseux von der aufgelösten Communauté de communes Le Bon Pays.
Im Juli 2019 wurde beschlossen, den bisherigen Namen des Gemeindeverbands Communauté de communes Loire, Nièvre et Bertranges auf den aktuellen Namen zu ändern.

## Mitgliedsgemeinden
| Gemeinde                              | Einwohner 1. Januar 2022 | Fläche km² | Dichte Einw./km² | Code INSEE | Postleitzahl | Region                  | Département |
| ------------------------------------- | ------------------------ | ---------- | ---------------- | ---------- | ------------ | ----------------------- | ----------- |
| Arbourse                              | 123                      | 9,20       | 13               | 58009      | 58350        | Bourgogne-Franche-Comté | Nièvre      |
| Arthel                                | 90                       | 7,73       | 12               | 58013      | 58700        | Bourgogne-Franche-Comté | Nièvre      |
| Arzembouy                             | 69                       | 12,85      | 5                | 58014      | 58700        | Bourgogne-Franche-Comté | Nièvre      |
| Beaumont-la-Ferrière                  | 119                      | 28,13      | 4                | 58027      | 58700        | Bourgogne-Franche-Comté | Nièvre      |
| Champlemy                             | 326                      | 36,82      | 9                | 58053      | 58210        | Bourgogne-Franche-Comté | Nièvre      |
| Champvoux                             | 285                      | 10,67      | 27               | 58056      | 58400        | Bourgogne-Franche-Comté | Nièvre      |
| Chasnay                               | 128                      | 11,76      | 11               | 58061      | 58350        | Bourgogne-Franche-Comté | Nièvre      |
| Chaulgnes                             | 1.503                    | 25,10      | 60               | 58067      | 58400        | Bourgogne-Franche-Comté | Nièvre      |
| Dompierre-sur-Nièvre                  | 183                      | 18,60      | 10               | 58101      | 58350        | Bourgogne-Franche-Comté | Nièvre      |
| Giry                                  | 188                      | 23,78      | 8                | 58127      | 58700        | Bourgogne-Franche-Comté | Nièvre      |
| Guérigny                              | 2.512                    | 7,29       | 345              | 58131      | 58130        | Bourgogne-Franche-Comté | Nièvre      |
| La Celle-sur-Nièvre                   | 155                      | 12,95      | 12               | 58045      | 58700        | Bourgogne-Franche-Comté | Nièvre      |
| La Chapelle-Montlinard                | 490                      | 17,14      | 29               | 18049      | 18140        | Centre-Val de Loire     | Cher        |
| La Charité-sur-Loire                  | 4.701                    | 15,78      | 298              | 58059      | 58400        | Bourgogne-Franche-Comté | Nièvre      |
| La Marche                             | 525                      | 10,87      | 48               | 58155      | 58400        | Bourgogne-Franche-Comté | Nièvre      |
| Lurcy-le-Bourg                        | 274                      | 22,58      | 12               | 58147      | 58700        | Bourgogne-Franche-Comté | Nièvre      |
| Montenoison                           | 124                      | 16,73      | 7                | 58174      | 58700        | Bourgogne-Franche-Comté | Nièvre      |
| Moussy                                | 108                      | 11,97      | 9                | 58184      | 58700        | Bourgogne-Franche-Comté | Nièvre      |
| Murlin                                | 57                       | 15,09      | 4                | 58186      | 58700        | Bourgogne-Franche-Comté | Nièvre      |
| Nannay                                | 111                      | 11,44      | 10               | 58188      | 58350        | Bourgogne-Franche-Comté | Nièvre      |
| Narcy                                 | 467                      | 29,14      | 16               | 58189      | 58400        | Bourgogne-Franche-Comté | Nièvre      |
| Oulon                                 | 64                       | 10,99      | 6                | 58203      | 58700        | Bourgogne-Franche-Comté | Nièvre      |
| Poiseux                               | 329                      | 30,20      | 11               | 58212      | 58130        | Bourgogne-Franche-Comté | Nièvre      |
| Prémery                               | 1.782                    | 45,62      | 39               | 58218      | 58700        | Bourgogne-Franche-Comté | Nièvre      |
| Raveau                                | 611                      | 35,50      | 17               | 58220      | 58400        | Bourgogne-Franche-Comté | Nièvre      |
| Saint-Aubin-les-Forges                | 379                      | 26,34      | 14               | 58231      | 58130        | Bourgogne-Franche-Comté | Nièvre      |
| Saint-Bonnot                          | 149                      | 16,14      | 9                | 58234      | 58700        | Bourgogne-Franche-Comté | Nièvre      |
| Saint-Martin-d’Heuille                | 556                      | 13,36      | 42               | 58254      | 58130        | Bourgogne-Franche-Comté | Nièvre      |
| Sichamps                              | 175                      | 5,90       | 30               | 58279      | 58700        | Bourgogne-Franche-Comté | Nièvre      |
| Tronsanges                            | 398                      | 8,58       | 46               | 58298      | 58400        | Bourgogne-Franche-Comté | Nièvre      |
| Urzy                                  | 1.735                    | 23,41      | 74               | 58300      | 58130        | Bourgogne-Franche-Comté | Nièvre      |
| Varennes-lès-Narcy                    | 909                      | 18,33      | 50               | 58302      | 58400        | Bourgogne-Franche-Comté | Nièvre      |
| Communauté de communes Les Bertranges | 19.625                   | 589,99     | 33               | –          | –            | –                       | –           |